# Apacris
Apacris is een geslacht van rechtvleugeligen uit de familie veldsprinkhanen (Acrididae). De wetenschappelijke naam van dit geslacht is voor het eerst geldig gepubliceerd in 1931 door Hebard.

## Soorten
Het geslacht Apacris omvat de volgende soorten:
- Apacris aberrans Giglio-Tos, 1894
- Apacris rubrithorax Ronderos, 1976